# Nicola María de Guzmán Carafa

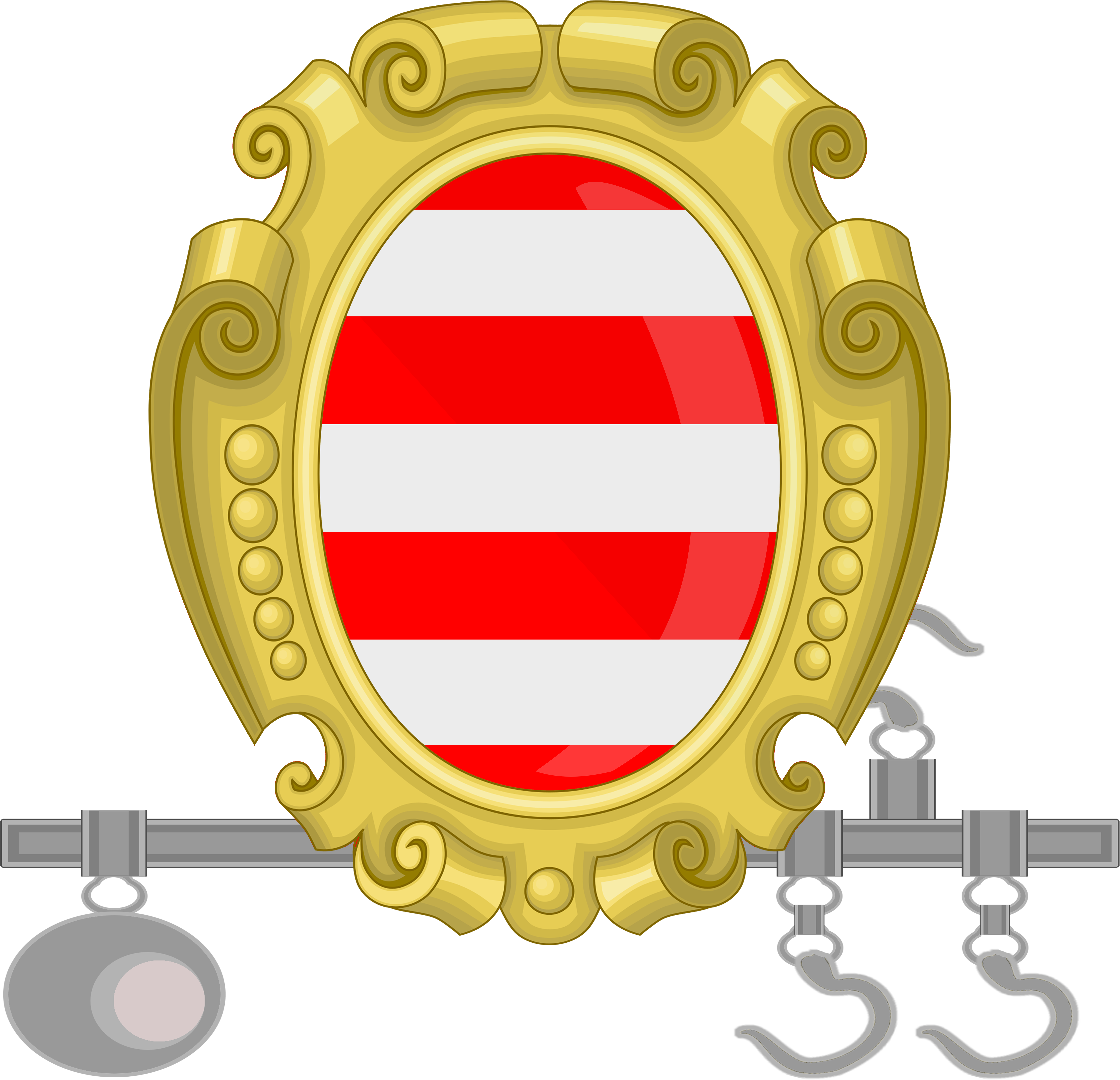
Stemma dei Carafa della stadera.

Nicola María de Guzmán Carafa (Napoli, 22 marzo 1638 – Madrid, 7 gennaio 1689) è stato un nobile italiano, duca di Sabbioneta.

## Biografia

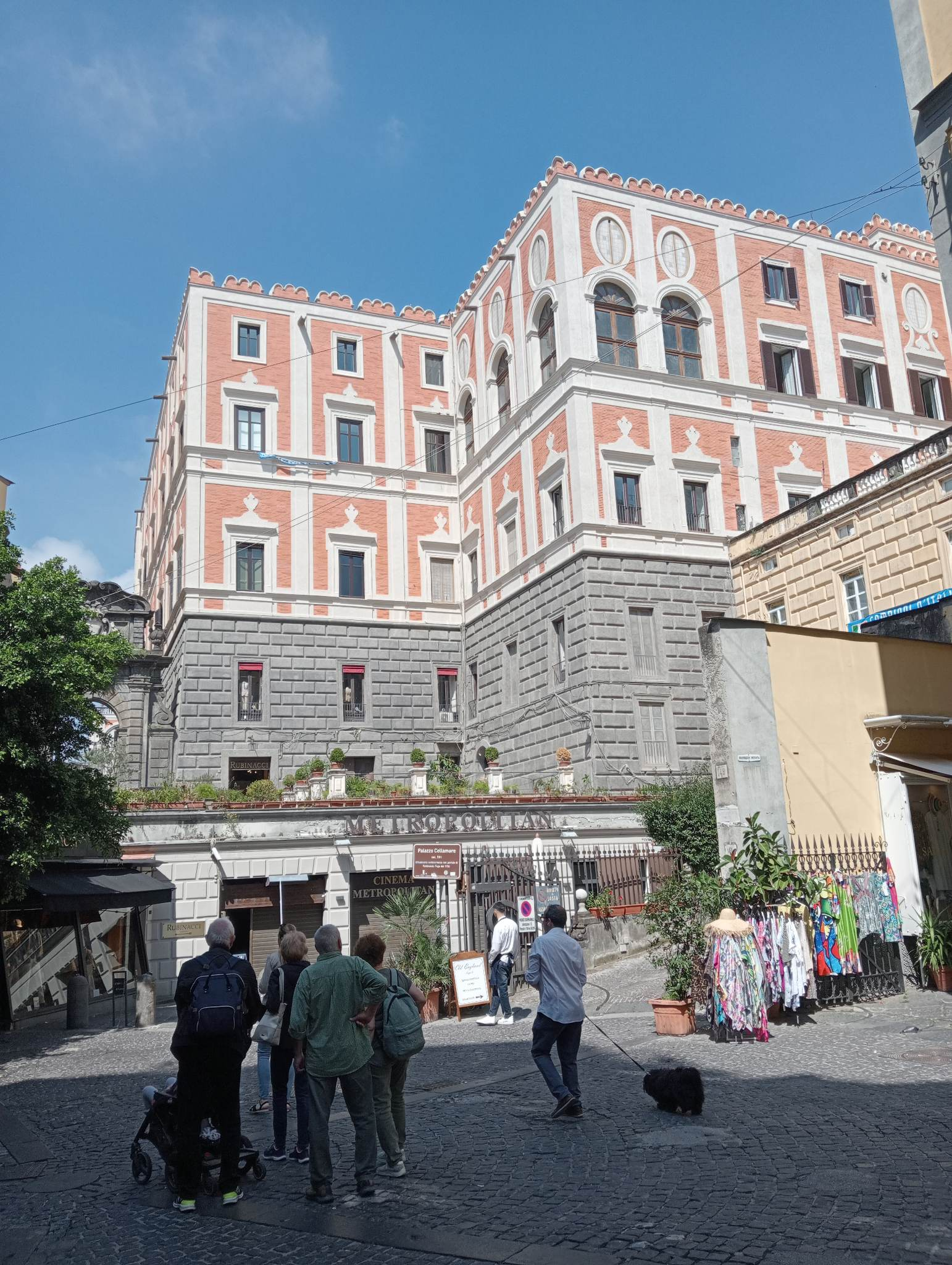
Palazzo Cellammare a Napoli, di proprietà dei Carafa

Era il figlio primogenito di Ramiro Felipe Núñez de Guzmán, Viceré di Napoli dal 1637 al 1644 e di Anna Carafa della Stadera, principessa di Stigliano.
Ereditò i titoli di marchese, terzo duca di Toral, secondo duca di Medina de las Torres e di Mondragone, conte di Fondi,
Nel 1644 alla morte della madre Anna Carafa, che deteneva il possesso del ducato di Sabbioneta ma non il titolo ducale, il re di Spagna Filippo IV nominò Nicola Maria duca di Sabbioneta.
Il 21 ottobre 1657 sposò Maria de Toledo y Velasco (1651-1710), figlia di Antonio de Toledo Beaumont, VII duca di Alba de Tormes e VIII conte di Lerín, e di Mariana de Velasco Tovar.
Nel 1674 Nicola de Guzmàn Carafa donò la chiesa di S. Maria di Costantinopoli al Pio Monte dei Marinai di Torre del Greco, istituto fondato nel 1615 come sistema di previdenza sociale dei torresi impegnati in attività marittime (pesca, corallo, navigazione, ecc...)
La coppia non ebbe figli, così Nicola Maria morì senza eredi nel 1689 e si estinse la discendenza di Vespasiano I Gonzaga e quella dei Carafa, principi di Stigliano. Con Nicola terminò anche la monetazione della Zecca di Sabbioneta, iniziata nel 1558 con Vespasiano.
Il ducato di Sabbioneta passò in possesso degli spagnoli che lo vendettero al genovese Francesco Maria Spinola (1659-1727).
Nicola Maria era l'erede di un patrimonio feudale valutato oltre 3 milioni di ducati, e titolare di più di trecento tra terre, città e castelli nel Regno di Napoli, oltre allo Stato paterno in Spagna. Alla sua morte senza eredi veniva ad aprirsi una delle maggiori cause di devoluzione dei feudi alla Corona di fine Seicento, da cui la Spagna sperava di ritrarre dalla loro vendita almeno mezzo milione di ducati da destinare alla guerra in cui era coinvolto il ducato di Milano.

## Ascendenza
|                                                                                   |                                                                                  |                                                                                     | Genitori                                                                      |  |  | Nonni |  |  | Bisnonni                                                            |  |  | Trisnonni                                                              |  |
|                                                                                   |                                                                                  |                                                                                     |                                                                               |  |  |       |  |  | 8. Gonzalo Núñez de Guzmán y Acuña, VIII signore di Toral y Aviados |  |  | 16. Gonzalo Núñez de Guzmán y Quiñones, VII signore di Toral e Aviados |  |
|                                                                                   |                                                                                  |                                                                                     |                                                                               |  |  |       |  |  | 8. Gonzalo Núñez de Guzmán y Acuña, VIII signore di Toral y Aviados |  |  | 16. Gonzalo Núñez de Guzmán y Quiñones, VII signore di Toral e Aviados |  |
|                                                                                   |                                                                                  | 17. Isabel de Acuña y de la Calle Rojas, signora di Requena                         |                                                                               |  |  |       |  |  | 8. Gonzalo Núñez de Guzmán y Acuña, VIII signore di Toral y Aviados |  |  |                                                                        |  |
| 4. Gabriel Núñez de Guzmán, I marchese di Toral                                   |                                                                                  |                                                                                     |                                                                               |  |  |       |  |  | 8. Gonzalo Núñez de Guzmán y Acuña, VIII signore di Toral y Aviados |  |  |                                                                        |  |
|                                                                                   |                                                                                  | 9. Juana de Guzmán y Schaumburg                                                     | 18. Martín de Guzmán y Quiñones, I signore di Montealegre                     |  |  |       |  |  |                                                                     |  |  |                                                                        |  |
|                                                                                   |                                                                                  | 9. Juana de Guzmán y Schaumburg                                                     | 18. Martín de Guzmán y Quiñones, I signore di Montealegre                     |  |  |       |  |  |                                                                     |  |  |                                                                        |  |
|                                                                                   |                                                                                  | 9. Juana de Guzmán y Schaumburg                                                     | 19. Anna von Schaumburg                                                       |  |  |       |  |  |                                                                     |  |  |                                                                        |  |
| 2. Ramiro Felipe Núñez de Guzmán, I duca di Medina de las Torres                  |                                                                                  | 9. Juana de Guzmán y Schaumburg                                                     |                                                                               |  |  |       |  |  |                                                                     |  |  |                                                                        |  |
|                                                                                   |                                                                                  | 10. Ramiro Núñez de Guzmán, II signore di Montealegre e Meneses                     | 20. Martín de Guzmán y Quiñones, I signore di Montealegre (= 18)              |  |  |       |  |  |                                                                     |  |  |                                                                        |  |
|                                                                                   |                                                                                  | 10. Ramiro Núñez de Guzmán, II signore di Montealegre e Meneses                     | 20. Martín de Guzmán y Quiñones, I signore di Montealegre (= 18)              |  |  |       |  |  |                                                                     |  |  |                                                                        |  |
|                                                                                   |                                                                                  | 10. Ramiro Núñez de Guzmán, II signore di Montealegre e Meneses                     | 21. Anna von Schaumburg (= 19)                                                |  |  |       |  |  |                                                                     |  |  |                                                                        |  |
| 5. Francisca de Guzmán y Rojas                                                    |                                                                                  | 10. Ramiro Núñez de Guzmán, II signore di Montealegre e Meneses                     |                                                                               |  |  |       |  |  |                                                                     |  |  |                                                                        |  |
|                                                                                   |                                                                                  | 11. Mariana de Rojas y Guzmán                                                       | 22. Gonzalo Núñez de Guzmán y Quiñones, VII signore di Toral e Aviados (= 16) |  |  |       |  |  |                                                                     |  |  |                                                                        |  |
|                                                                                   |                                                                                  | 11. Mariana de Rojas y Guzmán                                                       | 22. Gonzalo Núñez de Guzmán y Quiñones, VII signore di Toral e Aviados (= 16) |  |  |       |  |  |                                                                     |  |  |                                                                        |  |
|                                                                                   |                                                                                  | 11. Mariana de Rojas y Guzmán                                                       | 23. Isabel de Acuña y de la Calle Rojas, signora di Requena (= 17)            |  |  |       |  |  |                                                                     |  |  |                                                                        |  |
| 1. Nicolás María de Guzmán y Carafa, IV duca di Sabbioneta                        |                                                                                  | 11. Mariana de Rojas y Guzmán                                                       |                                                                               |  |  |       |  |  |                                                                     |  |  |                                                                        |  |
|                                                                                   | 12. Luigi Carafa della Stadera, IV principe di Stigliano e IV duca di Mondragone | 24. Antonio Carafa della Stadera, III principe di Stigliano, III duca di Mondragone |                                                                               |  |  |       |  |  |                                                                     |  |  |                                                                        |  |
|                                                                                   | 12. Luigi Carafa della Stadera, IV principe di Stigliano e IV duca di Mondragone | 24. Antonio Carafa della Stadera, III principe di Stigliano, III duca di Mondragone |                                                                               |  |  |       |  |  |                                                                     |  |  |                                                                        |  |
|                                                                                   | 12. Luigi Carafa della Stadera, IV principe di Stigliano e IV duca di Mondragone | 25. Giovanna Colonna di Paliano                                                     |                                                                               |  |  |       |  |  |                                                                     |  |  |                                                                        |  |
| 6. Antonio Carafa della Stadera, V duca di Mondragone                             | 12. Luigi Carafa della Stadera, IV principe di Stigliano e IV duca di Mondragone |                                                                                     |                                                                               |  |  |       |  |  |                                                                     |  |  |                                                                        |  |
|                                                                                   |                                                                                  | 13. Isabella Gonzaga, II duchessa di Sabbioneta                                     | 26. Vespasiano I Gonzaga, I duca di Sabbioneta                                |  |  |       |  |  |                                                                     |  |  |                                                                        |  |
|                                                                                   |                                                                                  | 13. Isabella Gonzaga, II duchessa di Sabbioneta                                     | 26. Vespasiano I Gonzaga, I duca di Sabbioneta                                |  |  |       |  |  |                                                                     |  |  |                                                                        |  |
|                                                                                   |                                                                                  | 13. Isabella Gonzaga, II duchessa di Sabbioneta                                     | 27. Ana de Aragón y Cardona                                                   |  |  |       |  |  |                                                                     |  |  |                                                                        |  |
| 3. Anna Carafa della Stadera, V principessa di Stigliano e duchessa di Sabbioneta |                                                                                  | 13. Isabella Gonzaga, II duchessa di Sabbioneta                                     |                                                                               |  |  |       |  |  |                                                                     |  |  |                                                                        |  |
|                                                                                   |                                                                                  | 14. Giovanni Francesco Aldobrandini, I principe di Meldola e Sarsina                | 28. Giorgio Aldobrandini                                                      |  |  |       |  |  |                                                                     |  |  |                                                                        |  |
|                                                                                   |                                                                                  | 14. Giovanni Francesco Aldobrandini, I principe di Meldola e Sarsina                | 28. Giorgio Aldobrandini                                                      |  |  |       |  |  |                                                                     |  |  |                                                                        |  |
|                                                                                   |                                                                                  | 14. Giovanni Francesco Aldobrandini, I principe di Meldola e Sarsina                | 29. Margherita Dal Corno                                                      |  |  |       |  |  |                                                                     |  |  |                                                                        |  |
| 7. Elena Aldobrandini                                                             |                                                                                  | 14. Giovanni Francesco Aldobrandini, I principe di Meldola e Sarsina                |                                                                               |  |  |       |  |  |                                                                     |  |  |                                                                        |  |
|                                                                                   |                                                                                  | 15. Olimpia Aldobrandini                                                            | 30. Pietro Aldobrandini                                                       |  |  |       |  |  |                                                                     |  |  |                                                                        |  |
|                                                                                   |                                                                                  | 15. Olimpia Aldobrandini                                                            | 30. Pietro Aldobrandini                                                       |  |  |       |  |  |                                                                     |  |  |                                                                        |  |
|                                                                                   |                                                                                  | 15. Olimpia Aldobrandini                                                            | 31. Flaminia Ferracci                                                         |  |  |       |  |  |                                                                     |  |  |                                                                        |  |
|                                                                                   |                                                                                  | 15. Olimpia Aldobrandini                                                            |                                                                               |  |  |       |  |  |                                                                     |  |  |                                                                        |  |